# الحلوسية
الحلوسية قرية لبنانية جنوبية، تبعد عن مركز قضائها "صور"، حوالي 18 كم، وأما عن بيروت فتبعد حوالي 83 كم.

## الموقع
تعتبر من أكثر القرى ارتفاعا عن سطح البحر في قضاء صور، وأما الارتفاع فهو بحدود ال330 مترا.
يحد قرية الحلوسية عدد من القرى : الزارية شمالا، الحميري ودردغيا جنوبا، طير فلسيه وشحور شرقا، ودير قانون النهر وبدياس غربا.

## السكان
عدد الأهالي المسجلين فيها، هو بحدود ال 3850 نسمة، وأما عدد الناخبين فيها حسب لاوائح الشطب الصادرة من وزارة الداخلية في العام 2004 فهو بحدود ال1400 ناخب، وبالنسبة لعدد المقيمين في البلدة بصفة شبه دائمة فهو بحدود 1800 شخصا

أما توزيع العائلات حسب التدرج بعدد الأصوات فهو كالتالي :مونس، غساني، اللحاف، المحمود، حرب، قشمر ،فتوني، خميس ..

## الخدمات
تعتبر قرية الحلوسية من القرى المحرومة في قضاء صور، من ناحية غياب الخدمات والمشاريع الإنمائية والاجتماعية الهادفة إلى تطوير القرية، فالمدرسة الرسمية أو حتى المستوصف بقيا غائبين طوال عقود عن القرية، وأما المشاريع الإنمائية المحدودة التي تم القيام بها في القرية فهي كانت عبر أموال شخصية من عدد من سكان القرية أم هبات مقدمة من الاغتراب أو الدول العربية.

## المجلس البلدي
تم تأسيس المجلس البلدي الهادف إلى تطوير القرية، في كانون الأول من سنة ال2004، بموجب القرار 56 الصادر عن وزارة الداخلية والبلديات، وبموجبه أضحى لقرية الحلوسية، مجلس بلدي مؤلف من 12 عضوا ومختارين

## الطابع القروي
تعتبر قرية الحلوسية من القرى التي لا تزال تحافظ على الطابع القروي من ناحية العمارة وحتى أسلوب العيش، فحتى الآن لا نزال نرى قسما كبيرا من الفلاحين الذين يذهبون يوميا إلى الحقول للزراعة أو الاهتمام بالمحاصيل.

## الزراعة
شأنها شأن معظم القرى الساحلية، تعتبر قرية الحلوسية من القرى الزراعية بامتياز، وقد ساعد على ذلك وفرة مصادر المياه من النيابيع أو حتى الأنهر المجاورة بالإضافة إلى تربتها الخصبة، وأما المزروعات فهي متنوعة.
القسم الأكبر من مزروعاتها هو من الحمضيات (كالليمون والحامض) يضاف إليها(الزيتون) الرمان والتين والمشمش واللوز وغيرها، وأما الخضار فهي موجودة ولكن ليس بكثرة وذلك نظرا لطبيعتها الجغرافية، وندرة الأرض المنبسطة في ظل وجود عدد كبير من الهضاب.

## في العمل الجهادي والمقاوم
شأنها شأن معظم القرى الجنوبية، قدمت قرية الحلوسية عدد من الشهداء من أجل الوطن، منهم من استشهد ضد العدوان الإسرائيلي نذكر منهم:، الشهيد علي صفي الدين الذي استشهد بعمر ال18، الشهيد علي توفيق حرب، والشهيد شمس علي صفي الدين، ومنهم من استشهد في المعارك التي جرت في مخيم البارد، العريف الشهيد طلال قاسم الحاف، ومنهم من استشهد في الحرب الأخيرة كعائلة السيد هاشم حسن خميس (زوجته وابنته)وعائلة الشيخ محمد حمد (زوجته وقسم من أولاده).